# Velika Kladuša
Velika Kladuša è un comune della Federazione di Bosnia ed Erzegovina situato nel Cantone dell'Una-Sana con 44.770 abitanti al censimento 2013.
Confina con il comune di Cazin e con la Croazia.

## Storia

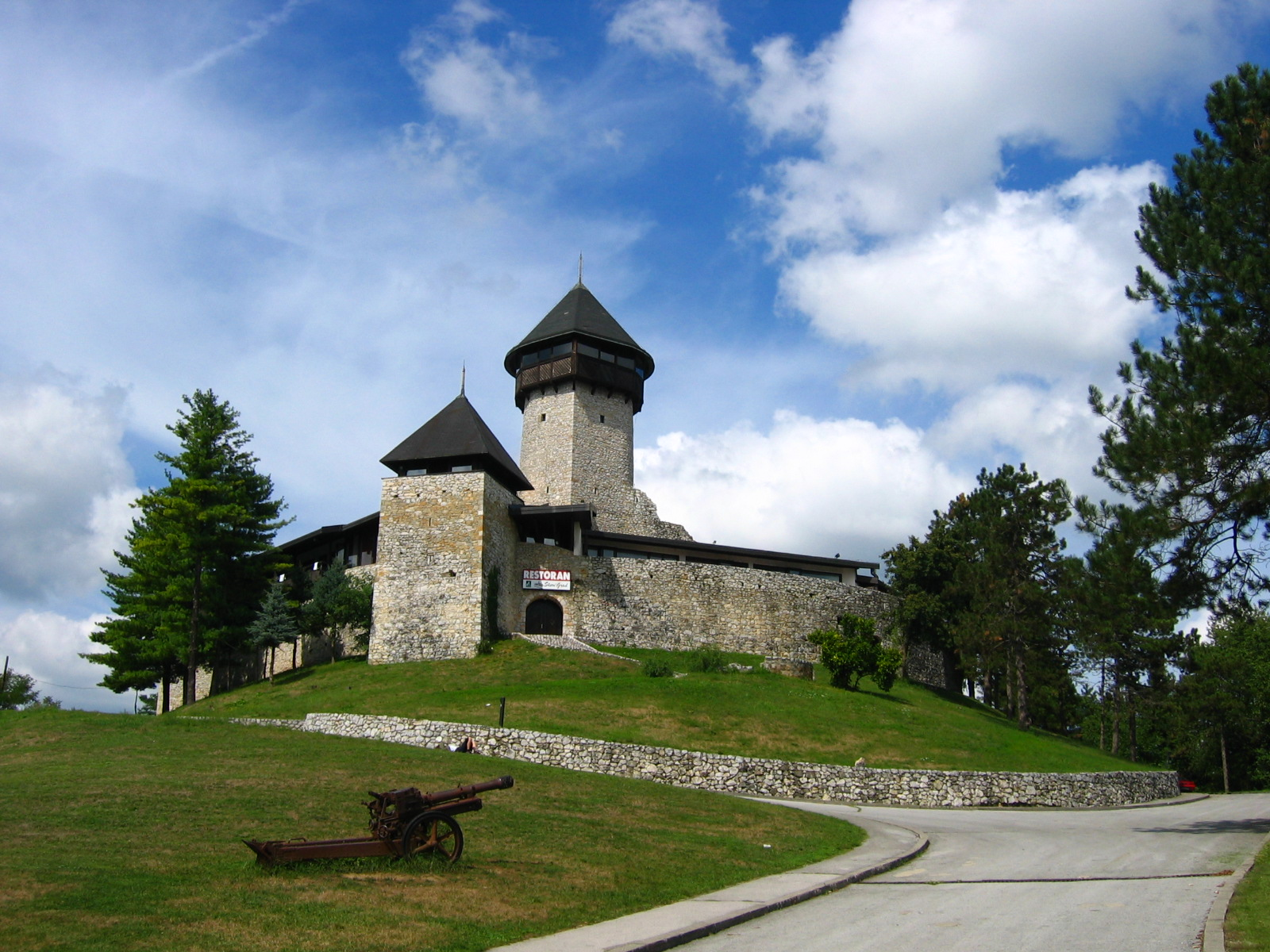
Castello di Velika Kladusa

Il comune è menzionato per la prima volta in un documento ufficiale nel 1280, come Cladosa anche se popolazioni nel suo territorio si trovavano fin dall'Impero Romano. Fu conquistata dall'Impero ottomano nel 1633 e in seguito dagli Asburgo. Durante la seconda guerra mondiale la regione era teatro degli scontri tra i partigiani e i nazisti. Ha qui sede la società Agrokomerc che nel periodo della Iugoslavia arrivò a contare 13.000 dipendenti, rendendo questa zona una delle più ricche della repubblica socialista.
La guerra civile degli anni novanta ha lambito marginalmente la zona. La città era la capitale della Repubblica della Bosnia occidentale ed era la sede delle forze NATO canadesi dal 1995 al 2003

## Località

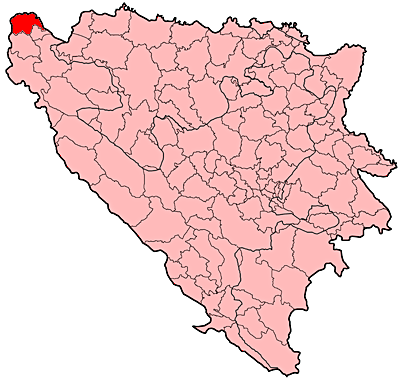
Posizione del Comune di Velika Kladuša nella Bosnia-Erzegovina

Il comune di Velika Kladuša ha 49 località:
| - Bosanska Bojna - Brda - Bukovlje - Crvarevac - Čaglica - Čelinja - Dolovi - Donja Slapnica - Donja Vidovska - Elezovići - Glavica - Glinica - Golubovići | - Gornja Slapnica - Gornja Vidovska - Grabovac - Gradina - Grahovo - Johovica - Klupe - Kudići - Kumarica - Mala Kladuša - Marjanovac - Miljkovići - Mrcelji | - Nepeke - Orčeva Luka - Podzvizd - Poljana - Polje - Ponikve - Rajnovac - Stabandža - Šabići - Šestanovac - Šiljkovača - Šmrekovac - Šumatac | - Todorovo - Todorovska Slapnica - Trn - Trnovi - Vejinac - Velika Kladuša - Vrnograč - Vrnogračka Slapnica - Zagrad - Zborište |

## Società

### Evoluzione demografica
Nei censimenti precedenti la popolazione era così divisa in base alla etnia:
| Composizione etnica |       |        |          |        |        |       |           |       |       |       |        |  |  |
| Anno                | Serbi | %      | Bosniaci | %      | Croati | %     | Iugoslavi | %     | Altri | %     | Total  |  |  |
| 1961                | 4,489 | 15.34% | 23,585   | 80.59% | 870    | 2.97% | 250       | 0.85% | 73    | 0.25% | 29,267 |  |  |
| 1971                | 2,845 | 7.88%  | 32,110   | 88.99% | 742    | 2.05% | 191       | 0.52% | 191   | 0.52% | 36,079 |  |  |
| 1981                | 2,456 | 5.39%  | 40,238   | 88.39% | 701    | 1.53% | 1,758     | 3.86% | 367   | 0.80% | 45,520 |  |  |
| 1991                | 2,266 | 4.28%  | 48,305   | 91.29% | 740    | 1.39% | 993       | 1.87% | 604   | 1.14% | 52,908 |  |  |
| 2013                | 146   | 0.36%  | 32,561   | 80.55% | 636    | 1.57% | n/a       | n/a   | 7,076 | 17.5% | 40,419 |  |  |
|                     |       |        |          |        |        |       |           |       |       |       |        |  |  |